# Jorgos Kumutsakos
Jorgos Kumutsakos, gr. Γιώργος Κουμουτσάκος (ur. 17 września 1961 w Atenach) – grecki polityk, dyplomata, poseł do Parlamentu Europejskiego VII kadencji.

## Życiorys
Kształcił się w zakresie dyplomacji i obronności na Uniwersytecie w Strasburgu, studiował stosunki międzynarodowe w Brukseli. Zajmował się polityką zagraniczną w administracji prezydenta Konstantinosa Stefanopulosa, był stałym przedstawicielem Grecji przy Unii Zachodnioeuropejskiej i Unii Europejskiej. Później do 2009 pełnił funkcję rzecznika prasowego w Ministerstwie Spraw Zagranicznych. W wyborach w 2009 uzyskał mandat posła do Parlamentu Europejskiego (z ramienia Nowej Demokracji). Przystąpił do Europejskiej Partii Ludowej oraz do Komisji Transportu i Turystyki. W PE zasiadał do 2019. W styczniu i wrześniu 2015 wybierany na posła do Parlamentu Hellenów. Mandat utrzymywał także w 2019 i maju 2023.
W lipcu 2019 objął funkcję zastępcy ministra ochrony obywateli. W styczniu 2020 powołany na tożsame stanowisko w wydzielonym resorcie imigracji i polityki azylowej, kończąc urzędowanie w styczniu 2021.